# Carleton—Mississippi Mills (circonscription provinciale)
Circonscription électorale provinciale du Canada
Carleton—Mississippi Mills est une ancienne circonscription provinciale de l'Ontario représentée à l'Assemblée législative de l'Ontario depuis 2007. La circonscription comprend une section de la ville d'Ottawa.

## Géographie
La circonscription s'étendait au nord-est d'Ottawa, englobant la partie ouest de la ville ainsi que la ville de Mississippi Mills.
Les circonscriptions limitrophes étaient Renfrew—Nipissing—Pembroke, Lanark—Frontenac—Lennox and Addington, Nepean—Carleton et Ottawa-Ouest—Nepean.

## Historique
| Législature                                                                           | Années    | Député        | Député        | Parti                     |
| ------------------------------------------------------------------------------------- | --------- | ------------- | ------------- | ------------------------- |
| Circonscription issue de Lanark—Carleton et Nepean—Carleton                           |           |               |               |                           |
| 39e                                                                                   | 2007-2011 |               | Norm Sterling | Progressiste-conservateur |
| 40e                                                                                   | 2011-2014 | Jack MacLaren |               | Progressiste-conservateur |
| 41e                                                                                   | 2014-2017 | Jack MacLaren |               | Progressiste-conservateur |
| 41e                                                                                   | 2017-2018 | Jack MacLaren |               | Trillium                  |
| Circonscription dissoute parmi Kanata—Carleton, Carleton et Lanark—Frontenac—Kingston |           |               |               |                           |

## Circonscription provinciale
Depuis les élections provinciales ontariennes du 4 octobre 2007, l'ensemble des circonscriptions provinciales et des circonscriptions fédérales sont identiques.